# Трухиљо Алто (Порторико)
Трухиљо Алто (шп. Trujillo Alto) је општина у америчкој острвској територији Порторико, острвској држави Кариба.

## Демографија
По попису из 2010. године број становника је 74.842, што је 886 (-1,2%) становника мање него 2000. године.
| Група             | 2000.          | 2010.          |
| Белци             | 664 (0,9%)     | 568 (0,8%)     |
| Афроамериканци    | 7.382 (9,7%)   | 10.963 (14,6%) |
| Азијати           | 152 (0,2%)     | 167 (0,2%)     |
| Хиспаноамериканци | 74.901 (98,9%) | 74.029 (98,9%) |
| Укупно            | 75.728         | 74.842         |